# Camera Obscura (Edinburgh)

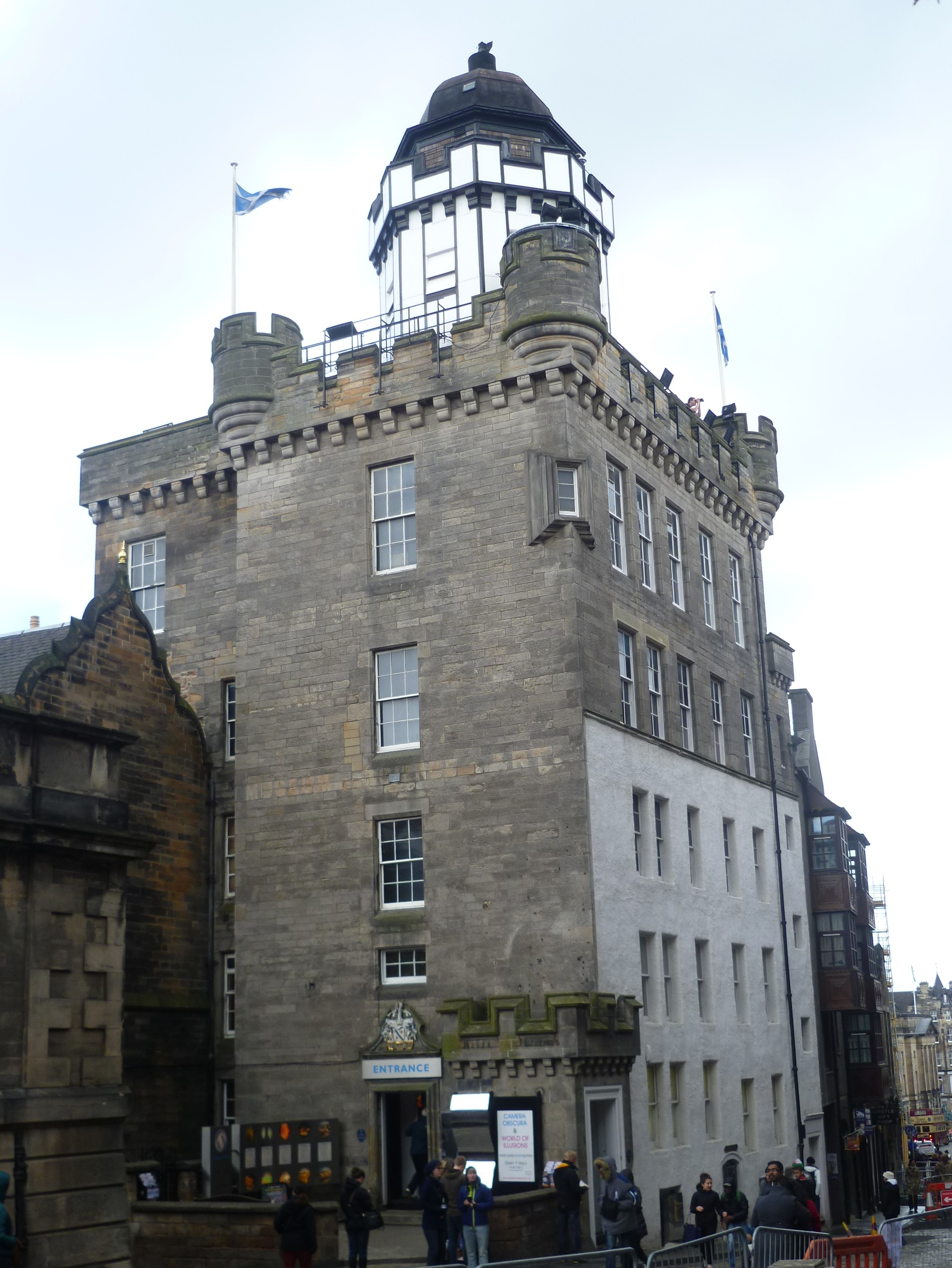
Outlook Tower.

Camera Obscura and World of Illusions ist eine Touristenattraktion in der Old Town von Edinburgh. Sie befindet sich in Castlehill der Royal Mile neben dem Edinburgh Castle. Gründerin im Jahr 1835 war die Unternehmerin Maria Theresa Short.

## Geschichte
Im frühen 18. Jahrhundert pachtete der britische Instrumentenbauer Thomas Short Land auf dem Calton Hill, um seine Instrumente der Öffentlichkeit zu zeigen. Da sein Pachtvertrag festlegte, dass weibliche Verwandte von Thomas das Gebäude und seinen Inhalt nicht erben konnten, erbten seine Frau und seine Kinder es nicht, als er 1788 starb. 1827 kehrte Maria Theresa Short von den Westindischen Inseln nach Edinburgh zurück und behauptete, die Tochter von Thomas Short zu sein. Aus seiner Erbschaft wünschte sie sich das Teleskop („Great Teleskope“), welches sie trotz großer Konkurrenz erhielt. 1835 errichtete sie das Observatorium Short’s Popular Oberservatory in einem Gebäude beim National Monument of Scotland auf dem Calton Hill. Short stellte hier viele wissenschaftliche Instrumente aus und das Observatorium war täglich bis 21 Uhr geöffnet. Das Observatorium, welches inzwischen populär geworden war, wurde gegen ihren Protest 1851 durch Behörden geschlossen, und sie zog nach Castlehill. 1852 kaufte sie das Laird of Cockpen’s townhouse und erweiterte es um zwei Stockwerke. Es gehörte ursprünglich den Ramsays von Dalhousie („Lairds von Cockpen“). Im 18. Jahrhundert war das Herrenhaus dann in kleine Wohnungen umgewandelt worden. Von 1853 bis 1892 hieß dieses neue Observatorium Short’s Observatory, Museum of Science and Art. Die Hauptattraktion in „Short’s Observatory“ war die Camera Obscura im obersten Raum. Nach dem Tod von Maria Theresa Short im Jahr 1869 führte ihr Mann Robert Henderson die Attraktion fort.
1892 erwarb Patrick Geddes das Museum und baute dieses um. Als Teil der Old Edinburgh School of Art in der Ramsay Lane, an der Ecke von Castlehill, wurde das Short‘s Observatory von Geddes in Outlook Tower umbenannt. Er integrierte Maria Shorts Camera Obscura und konzipierte seine Ausstellung Civic Survey of Edinburgh. Patrick Geddes war ein überzeugter Anhänger der Ausstellung als Träger der Bildung. Die Ausstellung wurde zwar gebaut und der Öffentlichkeit zugänglich gemacht, war jedoch relativ kurzlebig und wurde nie fertiggestellt. Später ging Geddes nach Indien, der Tower verlor seinen Zauberer und seinen Platz in der intellektuellen Debatte.
1945 wurde die Camera Obscura erweitert und umgebaut. Von den 1940er Jahren bis 1982 war die University of Edinburgh Besitzer des Gebäudes. 1982 erwarb die Visitor Centres Ltd., die auch andere Touristenattraktionen besitzt, das Gebäude. Inzwischen ist dieses als „Camera Obscura & World of Illusions“ bekannt. 2010 wurden zwei weitere Stockwerke hinzugefügt, als die angrenzende ehemalige „Ragged School“ von Doktor Thomas Guthrie (1848) in die Attraktion eingegliedert wurde.

## Camera Obscura and World of Illusions heute
Der Turm, mit seinen sechs Etagen Mitmachausstellungen, ist immer noch für die Öffentlichkeit zugänglich und damit die älteste zu diesem Zweck erbaute Attraktion in der Stadt und eine der ältesten in Großbritannien.  Heute sind noch immer Referenzen zu Maria Short und Patrick Geddes in der obersten Etage zu finden. Die Camera Obscura wird noch immer benutzt, um eine „virtuelle“ Stadtrundfahrt für Besucher zu veranstalten, und auch auf der Dachterrasse gibt es sehr leistungsfähige Teleskope. Auf den anderen Etagen gibt es eine große Vielfalt an interaktiven Exponaten zu den Themen optische Täuschungen, Licht, Farbe und Arten des Sehens. Es gibt Puzzle, Spiegellabyrinthe und einen Vortex-Tunnel. Obwohl das Projekt hauptsächlich als Funhouse und Touristenattraktion positioniert ist, dient es auch als ein Lernzentrum über optische Täuschungen, Hologramme, die Ursprünge der Fotografie und über Edinburgh selbst.

Camera Obscura in Edinburgh
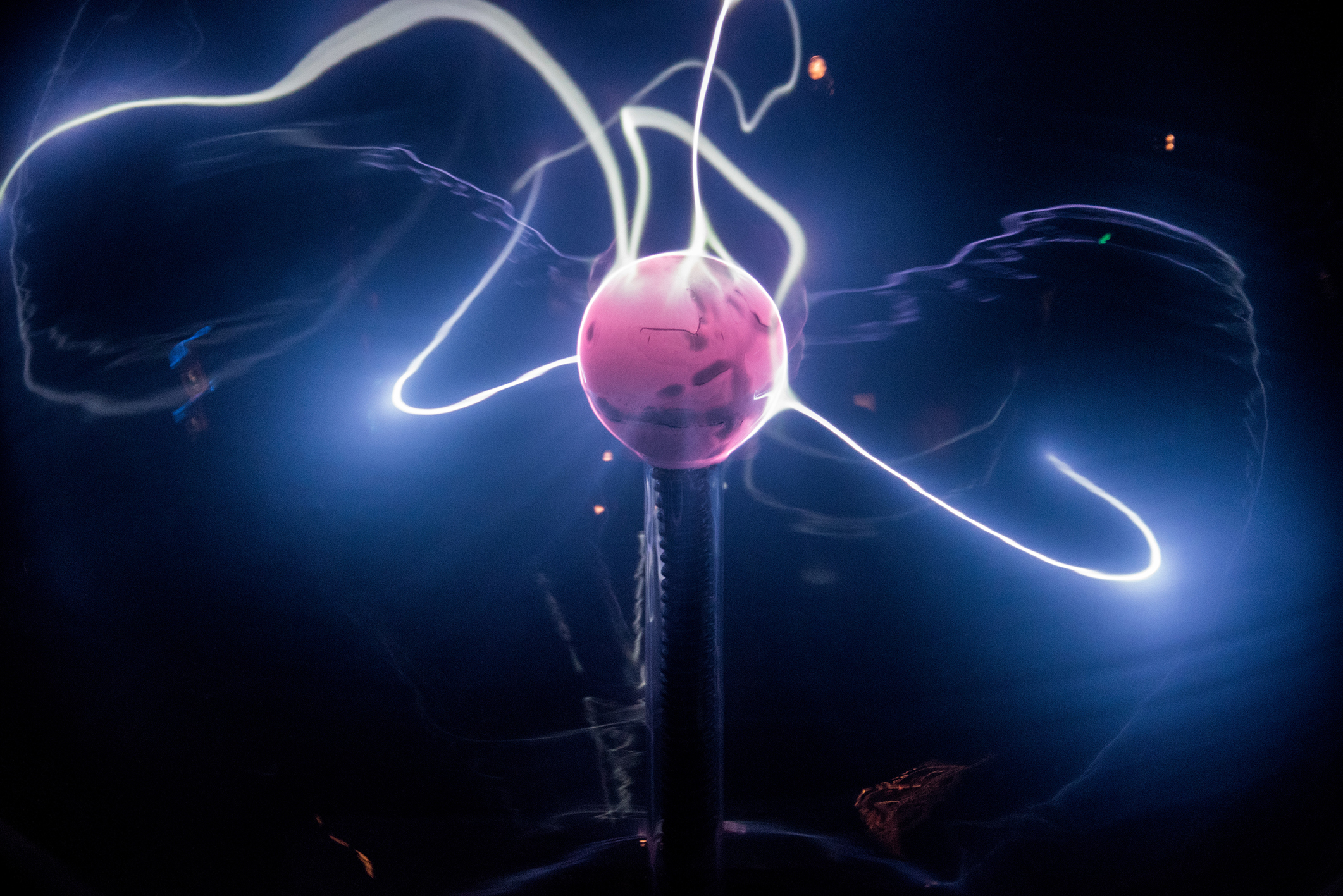
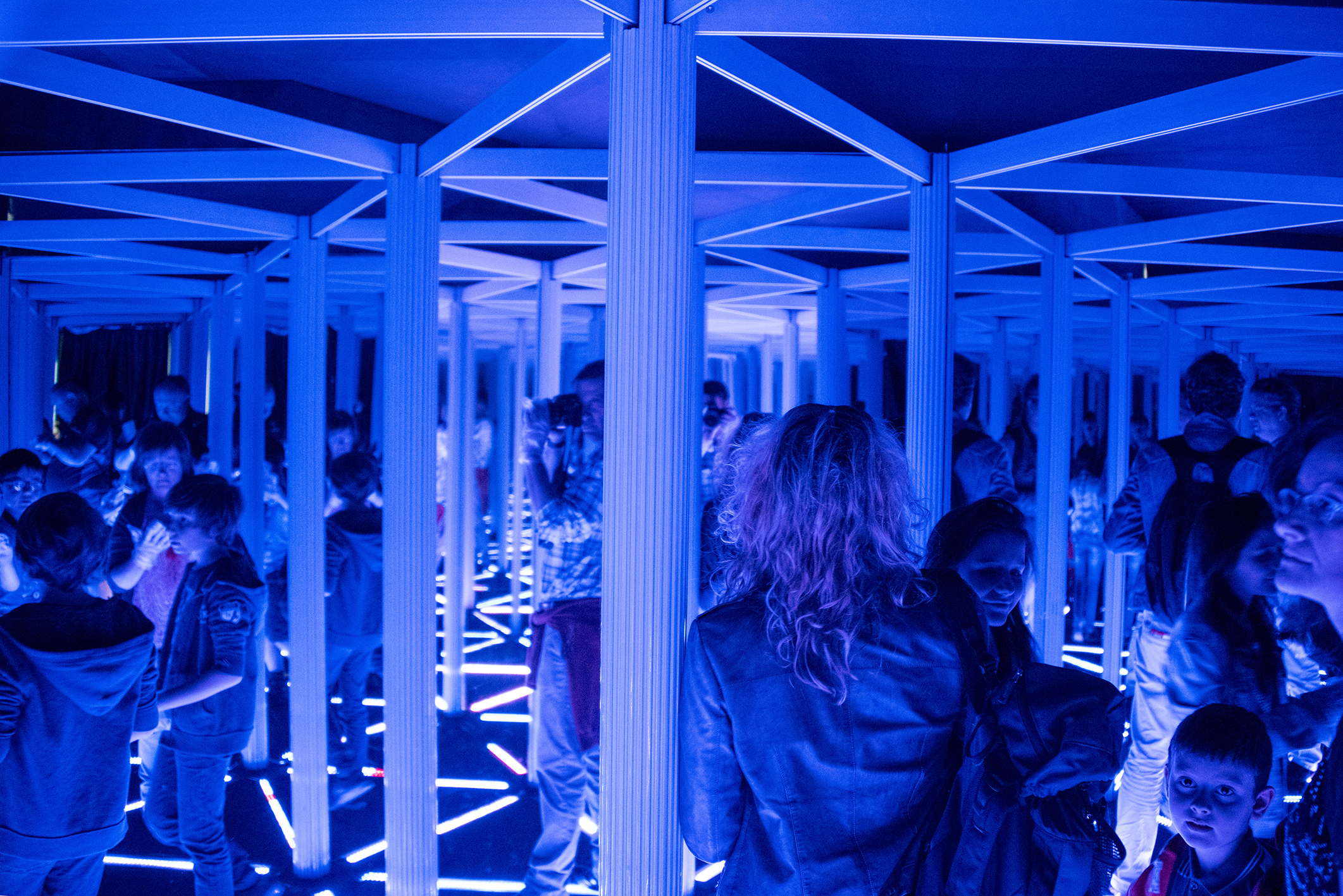
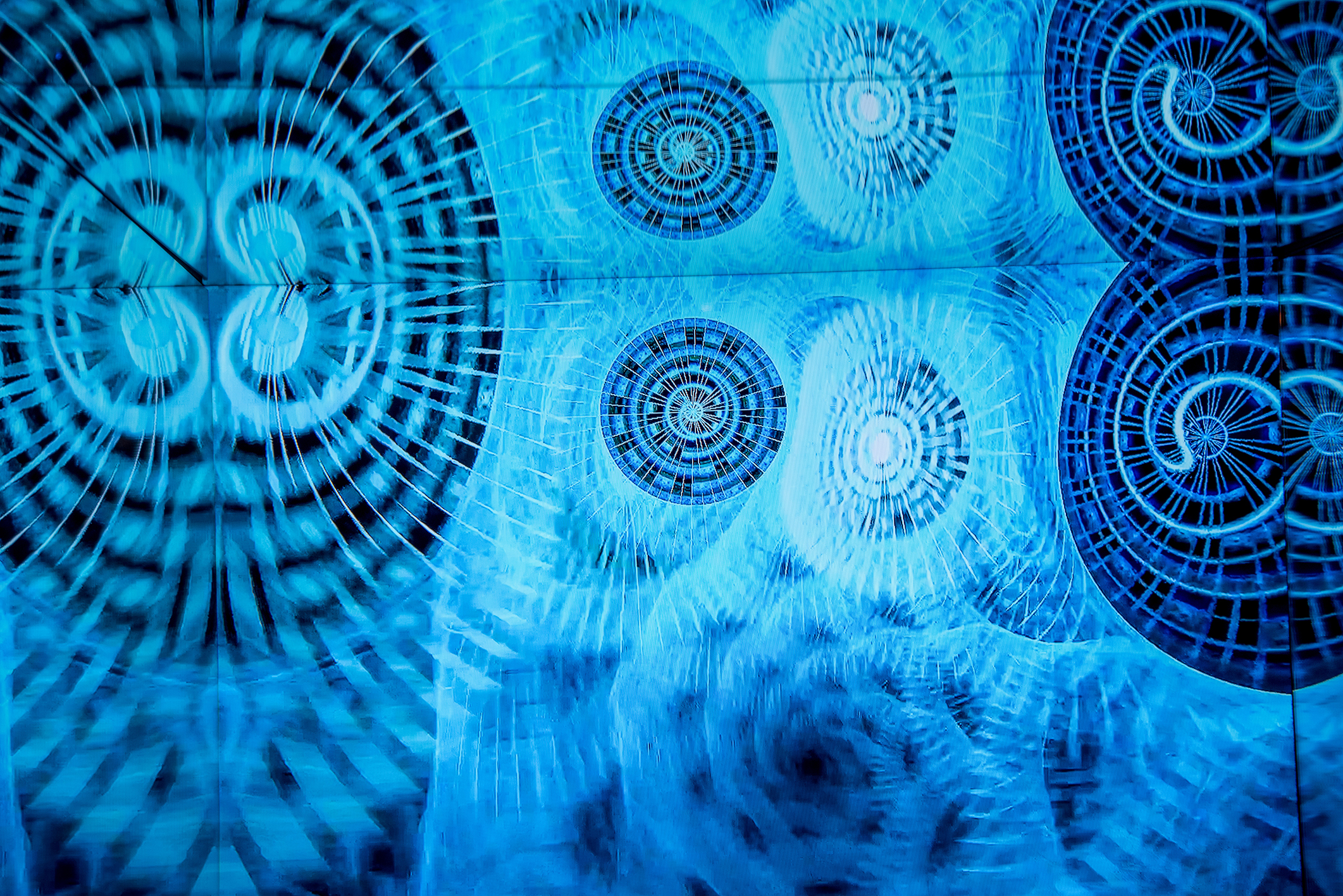
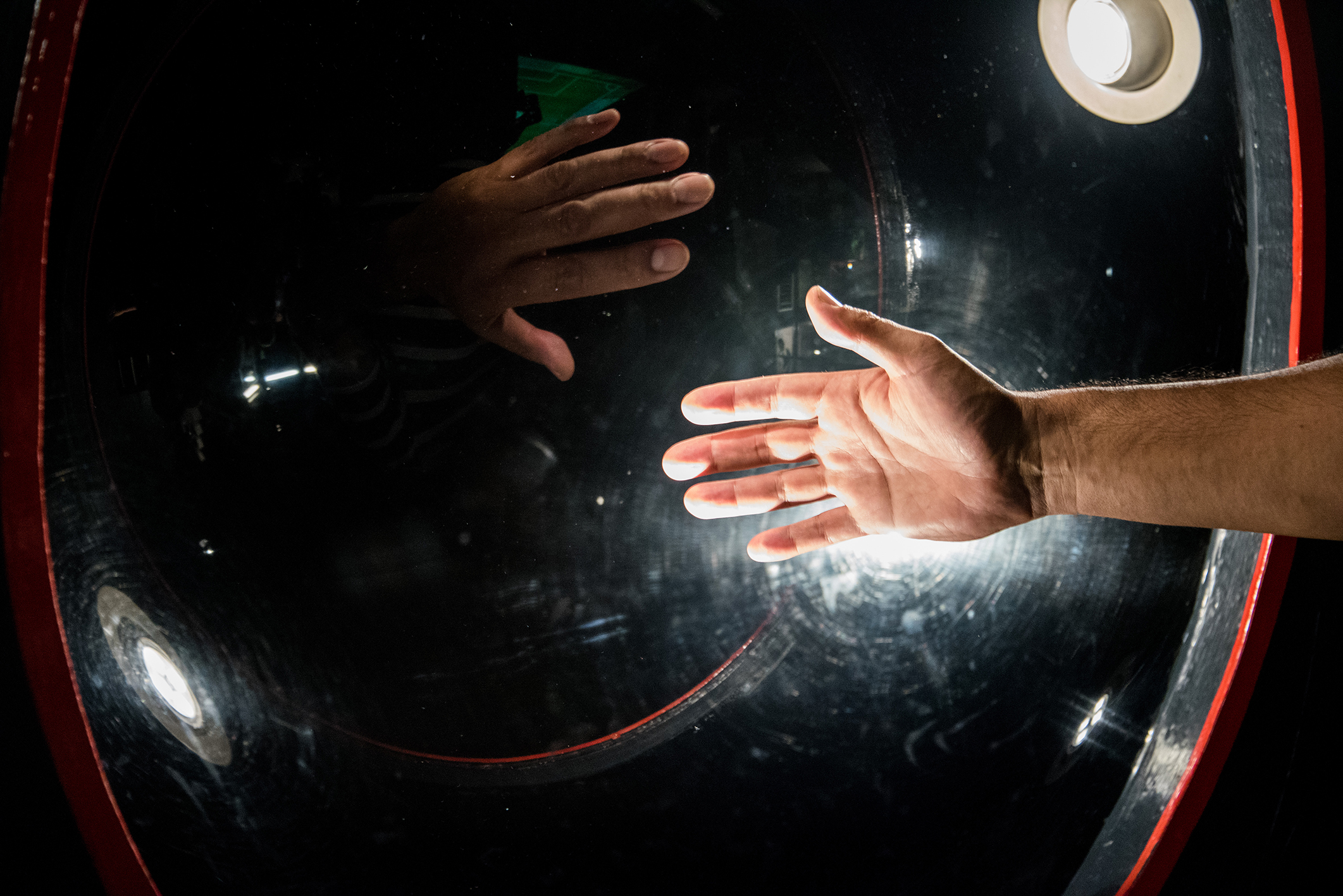
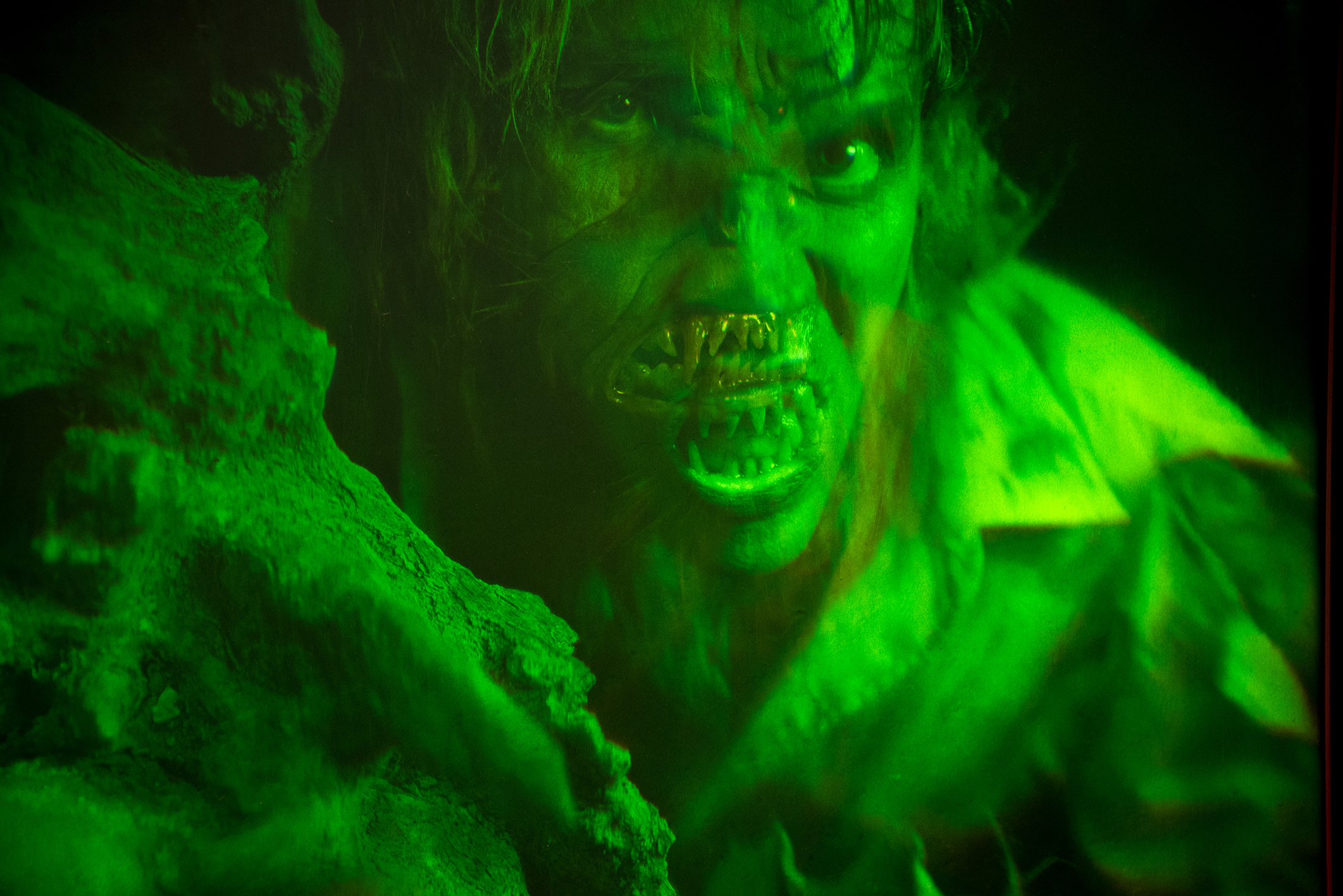
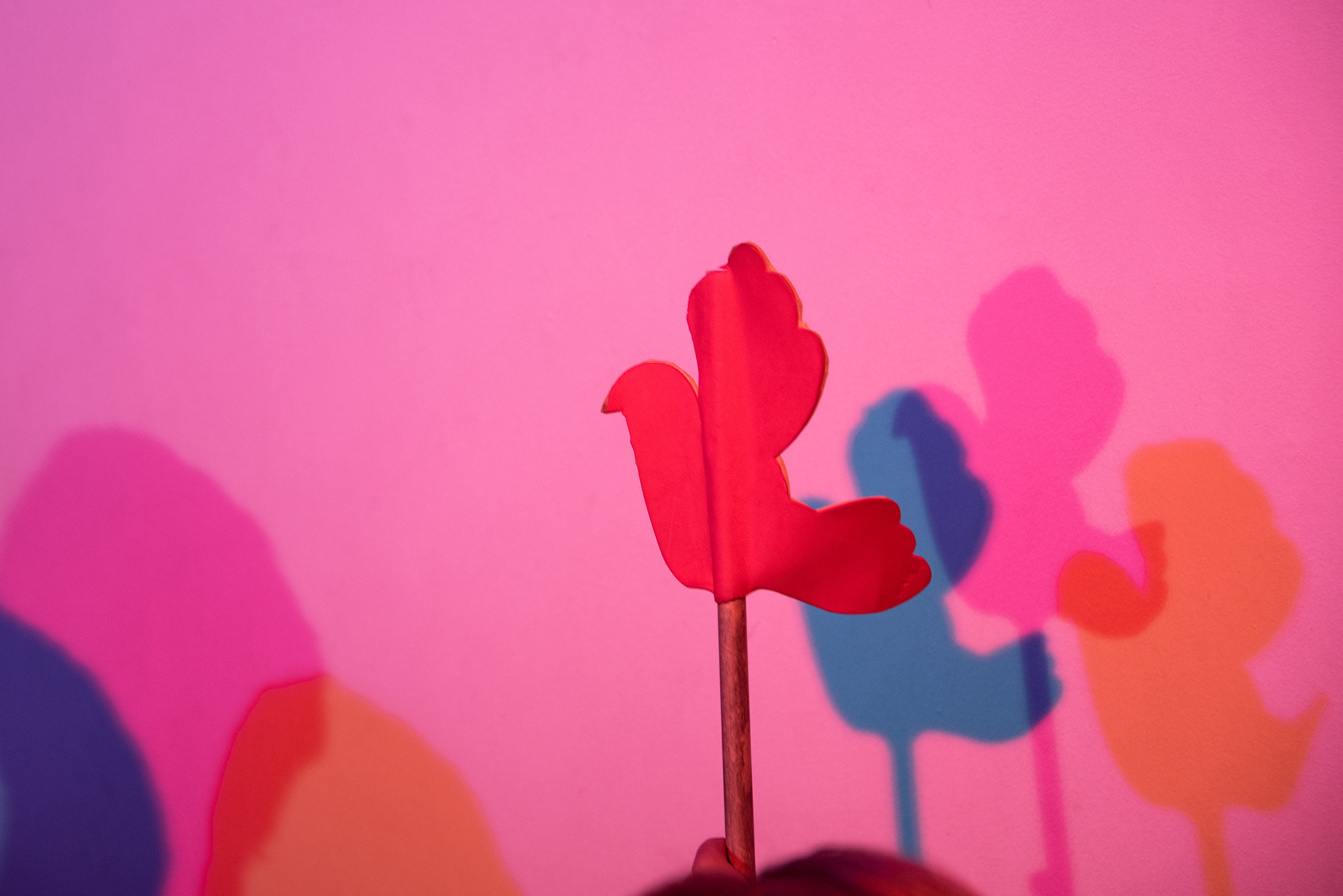
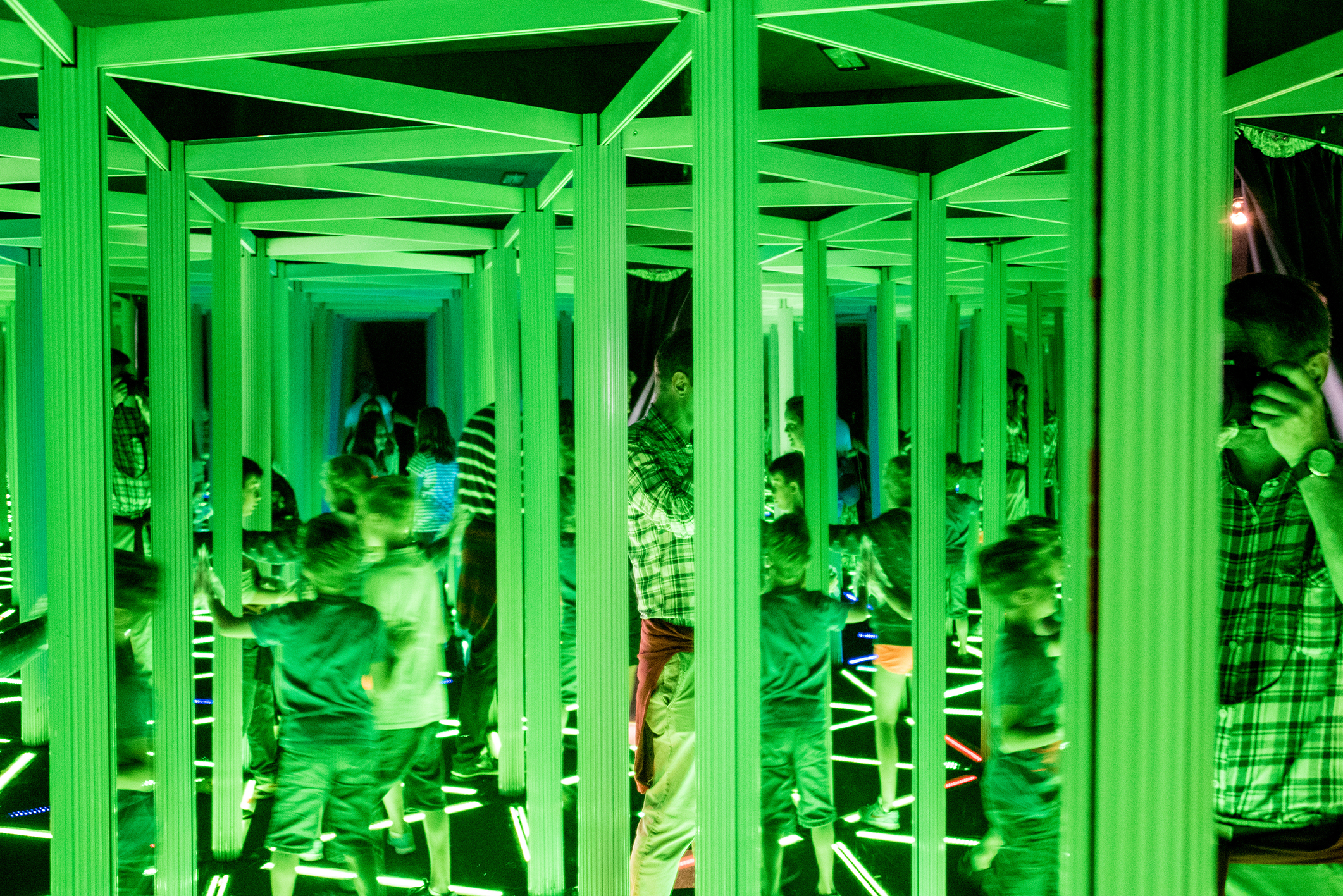

## Andere Outlook Towers und Camera Obscuras
Das Konzept des Outlook Towers wurde auch anderswo erprobt. Als Patrick Geddes 70 war, zog er nach Montpellier. Er kaufte Land auf einem Hügel mit Blick über die Stadt, baute ein Haus und baute einen weiteren Outlook Tower ein. Das Gebäude ist das heutige Collège des Écossais. Es gibt weitere Camera Obscuras in Bristol, in Aberystwyth in Wales, sowie in Kirriemuir und Dumfries in Schottland.